# 黒田洋平
黒田 洋平（くろだ ようへい、1986年11月26日 - ）は、日本のギタリスト、作曲家、編曲家。

## 来歴
高校入学と同時期より本格的にギターを始める。高校卒業後、様々なバンドで音楽活動に携わる。
2007年、所属事務所を介し、ボーカリストの安藤誠之と出会った事を機に、共同でデモテープ制作開始。その後、早川雄介(ベース)・斎藤“サイ+”有希(ドラム)が加入して「DREAMPOLICE」を結成する。2008年10月15日、DREAMPOLICEのギタリストとしてベルウッド・レコード/キングレコードより『VOICES』でメジャー・デビュー。
2009年頃より、DREAMPOLICEから離脱し、セッション・プレイヤーとしての活動に軸を置くようになる。
2018年10月22日、デビュー10周年を記念したスペシャルサイトが立ち上がると同時に、オリジナル・ラインアップでのDREAMPOLICE再集結と新曲リリースが発表される。11月7日、マリオマネジメント/アマゾンレコードより「Light My Way」を日本を含む世界同時でリリースする。

## ディスコグラフィ
DREAMPOLICE
- 『VOICES』
- 「Light My Way」　※シングル